# Gaetano Pascarella
Gaetano Pascarella (Maddaloni, 15 aprile 1951) è un politico italiano.

## Biografia
Nato il 15 aprile 1951 a Maddaloni, Comune della provincia di Caserta, si diploma al locale Liceo Classico Giordano Bruno per poi iscriversi all’Università di Napoli laureandosi, nel 1976, in medicina.
Si specializza in “malattie dell'apparato respiratorio” esercitando per anni la professione di medico ospedaliero, in quanto specialista in pneumologia. 
Esponente del Partito Comunista Italiano e successivamente del Partito Democratico della Sinistra e dei Democratici di Sinistra.
Sin da giovanissimo si dedica alla politica tra le file della Federazione Giovanile Comunista Italiana.
Nel partito si lega alla corrente dei miglioristi, che aveva tra i leader Giorgio Napolitano, Gerardo Chiaromonte ed Emanuele Macaluso.
È stato consigliere comunale di Maddaloni dal 1979 al 1988, consigliere provinciale di Caserta dal 1990 al 1996.
Il 20 novembre del 1994 fu eletto Sindaco del paese natio, restando in carica fino al 2 novembre 1996. 
Viene rieletto nuovamente Sindaco della città, dopo le elezioni del 27 aprile 1997 fino al 2001. 
Alle elezioni politiche del 2001 viene eletto senatore: nella XIV legislatura ha fatto parte della commissione Difesa, di cui sarà vicepresidente dal 2003 al 2006. Dal 18 maggio del 2006 fa parte del secondo governo Prodi in qualità di sottosegretario al Ministero della Pubblica Istruzione.
Riuscì ad essere eletto anche nella XVI Legislatura.